# Hehu

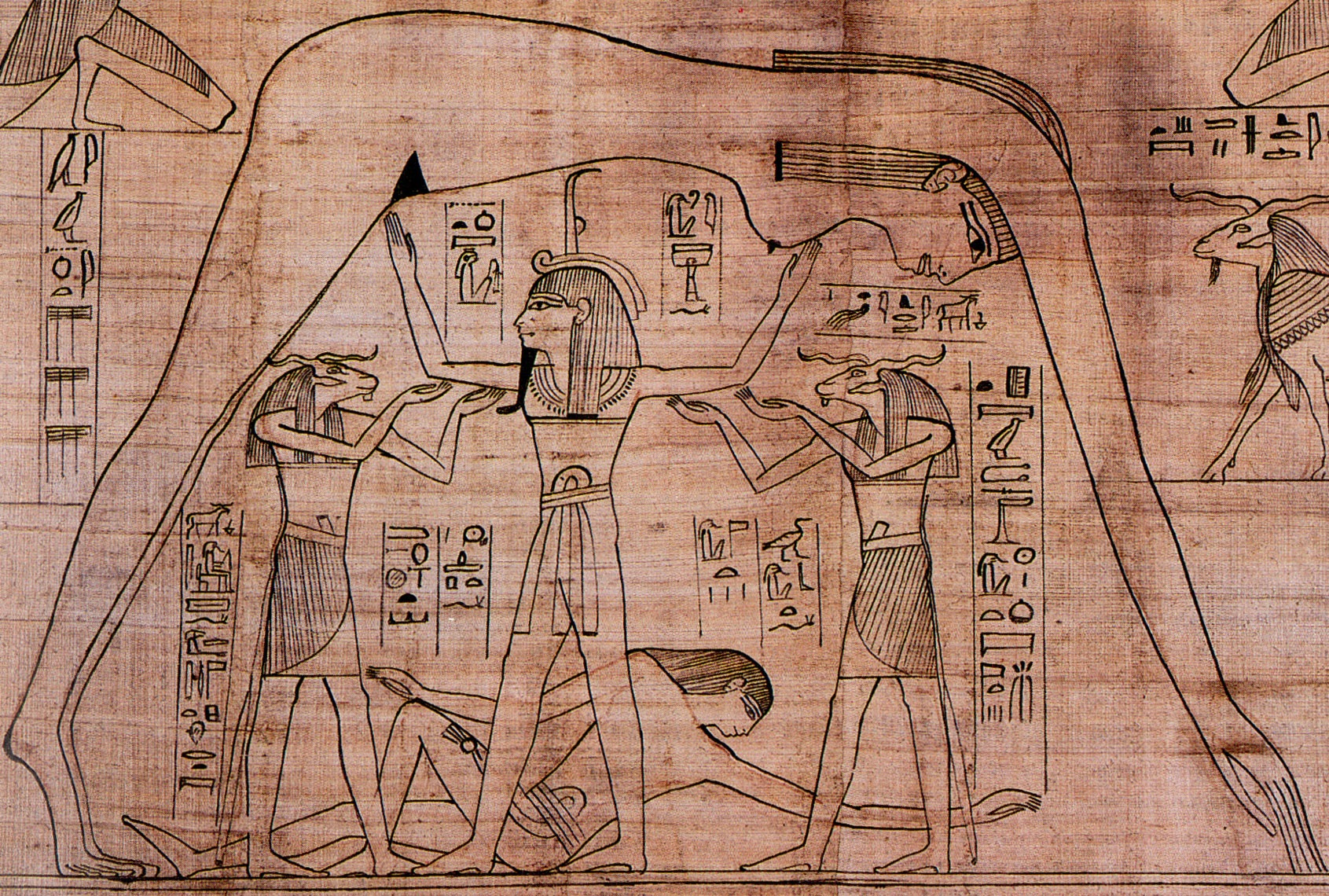
Il dio Shu sostiene Nut aiutato da una coppia di divinità Hehu

Gli Hehu (sing. Heh) sono otto divinità egizie appartenenti alla religione dell'antico Egitto. Nacquero dal dio Shu secondo la teoria eliopolitana perché lo aiutassero a sostenere la volta celeste (il corpo di sua figlia, la dea Nut).
Sono citati in vari testi del Medio Regno.
Il geroclifico che li raffigura, con le braccia alzate a sostegno del cielo, era anche utilizzato a causa della sua omofonia per indicare il numero di "milione" nell'antico egiziano. Heh avendo il significato secondario di milioni, associato ad altri milioni, rappresenta le pervasività dell'aria.